# Hélène Kaplan
Hélène Kaplan, née à Prague le 18 février 1928 et morte le 9 septembre 2017 à Paris, est une historienne et bibliothécaire française.

## Biographie
Hélène Kaplan est la fille de Venedikt Miakotine (en). Cet historien et homme politique socialiste russe devenu opposant à la révolution d'Octobre et au gouvernement bolchevik, fut arrêté à plusieurs reprises puis expulsé en 1922 de l'URSS. Hélène Miakotine naît à Prague en 1928. Son père, après avoir vécu entre Berlin et Prague devient professeur à Sofia, en Bulgarie et meurt en 1937. Elle quitte ce pays en 1947 pour rejoindre sa sœur à Alger. Elle s'établit ensuite à Paris où elle obtient une licence d'histoire-géographie et une autre de russe. Elle soutient 1955 un mémoire sur Byzance et les slaves au temps d’Andronic II et d’Andronic III en vue de l'obtention du diplôme d’études supérieures. Elle travaille ensuite en tant que traductrice et à la bibliothèque de l’École des langues orientales de 1959 à 1961. Elle travaille au CNRS au sein du groupe d'études bizantines de Paul Lemerle de 1962 à 1965.
En 1965, Hélène Kaplan réussit un concours spécial de bibliothécaire spécialiste en langues slaves et entre à la Bibliothèque de documentation internationale contemporaine. Elle y devient conservateur en chef, responsable de la section Europe centrale et orientale, de 1975 à son départ à la retraite en 1993. À partir de 1996, elle succède à Tatiana Ossorguine à la tête du secrétariat général de la bibliothèque russe Tourguenev.
Elle a créé en 1985 avec Jean-Charles Szurek et Sonia Combe le groupe de recherche « Mémoire grise à l’Est » afin de documenter l'histoire des sociétés du monde soviétique. Elle joué un rôle international important, à partir de la perestroïka  et jusqu'aux années 2010, pour l’ouverture politique, documentaire et intellectuelle de l'ancien bloc communiste.
Elle est l'épouse du philosophe Francis Kaplan (1927-2018). Ils se marient le 16 juillet  1970 à la Grande synagogue de Paris, rue de la Victoire, à Paris, bénis par le grand rabbin Kaplan, père de Francis.